# Боббі Аллен
Боббі Аллен (англ. Bobby Allen, нар. 14 листопада 1978, Веймут) — американський хокеїст, що грав на позиції захисника.

## Ігрова кар'єра
Хокейну кар'єру розпочав 1997 року.
1998 року був обраний на драфті НХЛ під 52-м загальним номером командою «Бостон Брюїнс».
Протягом професійної клубної ігрової кар'єри, що тривала 6 років, захищав кольори команд «Едмонтон Ойлерс» та «Бостон Брюїнс».
Загалом провів 51 матч у НХЛ.

## Інше
Після завершення кар'єри гравця проживає в Веймуті разом з дружиною, викладачем місцевої школи, та маленькою донечкою.

## Статистика
| Сезон        | Клуб                  | Ліга         | Регулярний сезон | Регулярний сезон | Регулярний сезон | Регулярний сезон | Регулярний сезон | Плей-оф | Плей-оф | Плей-оф | Плей-оф | Плей-оф |
| Сезон        | Клуб                  | Ліга         | І                | Г                | П                | О                | ШХ               | І       | Г       | П       | О       | ШХ      |
| ------------ | --------------------- | ------------ | ---------------- | ---------------- | ---------------- | ---------------- | ---------------- | ------- | ------- | ------- | ------- | ------- |
| 1997–98      | Бостонський коледж    | НКАА         | 40               | 7                | 21               | 28               | 49               | —       | —       | —       | —       | —       |
| 1998–99      | Бостонський коледж    | НКАА         | 43               | 9                | 23               | 32               | 34               | —       | —       | —       | —       | —       |
| 1999–00      | Бостонський коледж    | НКАА         | 42               | 4                | 23               | 27               | 40               | —       | —       | —       | —       | —       |
| 2000–01      | Бостонський коледж    | НКАА         | 42               | 5                | 18               | 23               | 30               | —       | —       | —       | —       | —       |
| 2001–02      | «Провіденс Брюїнс»    | АХЛ          | 49               | 5                | 10               | 15               | 18               | —       | —       | —       | —       | —       |
| 2001–02      | «Гамільтон Булдогс»   | АХЛ          | 10               | 1                | 6                | 7                | 0                | 14      | 0       | 3       | 3       | 6       |
| 2002–03      | «Гамільтон Булдогс»   | АХЛ          | 56               | 1                | 12               | 13               | 24               | 23      | 0       | 5       | 5       | 10      |
| 2002–03      | «Едмонтон Ойлерс»     | НХЛ          | 1                | 0                | 0                | 0                | 0                | —       | —       | —       | —       | —       |
| 2003–04      | «Торонто Роадраннерс» | АХЛ          | 56               | 5                | 10               | 15               | 18               | 3       | 0       | 2       | 2       | 4       |
| 2004–05      | «Олбані Рівер-Ретс»   | АХЛ          | 66               | 5                | 11               | 16               | 20               | —       | —       | —       | —       | —       |
| 2005–06      | «Олбані Рівер-Ретс»   | АХЛ          | 68               | 4                | 14               | 18               | 28               | —       | —       | —       | —       | —       |
| 2006–07      | «Провіденс Брюїнс»    | АХЛ          | 31               | 5                | 13               | 18               | 14               | —       | —       | —       | —       | —       |
| 2006–07      | «Бостон Брюїнс»       | НХЛ          | 31               | 0                | 3                | 3                | 10               | —       | —       | —       | —       | —       |
| 2007–08      | «Бостон Брюїнс»       | НХЛ          | 19               | 0                | 0                | 0                | 2                | —       | —       | —       | —       | —       |
| Усього в НХЛ | Усього в НХЛ          | Усього в НХЛ | 51               | 0                | 3                | 3                | 12               | —       | —       | —       | —       | —       |